# エス・アンド・アイ
エス・アンド・アイ株式会社（英: S&I Co.,Ltd.）は、東京都港区に本社を置き、システムインテグレーション事業を行う日本の企業。
BIPROGYの連結子会社。

## 概要
システムインテグレーションを中核事業としているが、近年はサーバー仮想化やネットワーク構築、クラウド環境を用いたオンラインストレージサービス「sactto!ファイリング」や電子カルテ「Dolphin Evolution」およびスマートデバイスを用いたソリューションプロバイダなど事業拡大している。

## 沿革
- 1987年7月31日 - 日本アイ・ビー・エムと住友電気工業の合弁子会社としてエス・アンド・アイを設立。[3]
- 1987年 - 電気通信工事業許可を取得（東京都知事許可 特28-76748）[4]
- 1988年 - 電気工事業許可および管工事業許可を取得（東京都知事許可 特28-76748）[4]
- 1989年 - 日本IBM箱崎事業所ビルのネットワーク設備の設計・構築を担当[5]
- 1992年 - クライアント/サーバー型ネットワークシステム「S&INS」の提供を開始
- 1993年 - 日本アイ・ビー・エムが住友電気工業株式会社から株式を取得しエス・アンド・アイを子会社化
- 1998年 - 建築工事業許可を取得[4]
- 2001年 - テレフォニー事業およびCTI事業に本格参入
- 2002年 - 管工事業・内装仕上工事業許可を取得[4]
- 2003年10月- 住友電気工業グループのネットマークスが日本アイ・ビー・エム株式会社から株式を取得しエス・アンド・アイを子会社化
- 2004年4月28日- 電気通信事業許可を取得（A-16-7623）[6]
- 2005年 - プライバシーマーク認定取得（10820802（07））およびISO9001認証取得（ISAQ891）[4]
- 2005年12月27日- サーバー統合・仮想化に本格参入[7]
- 2006年 - 特定労働者派遣事業免許を取得（特13-303790）[4]
- 2007年6月7日 -日本ユニシスがTOBでネットマークスを子会社化[8]
- 2008年5月1日 - ユニアデックスがグループ内のネットマークスから株式を取得しエス・アンド・アイを子会社化[9]
- 2009年6月10日 - 米CommuniGate System社の代理店となりユニファイド・コミュニケーションプラットフォーム「CommuniGate Pro」の取り扱いを開始[10]
- 2009年10月 - iPhone向けユニファイド・コミュニケーションシステム「uniConnect」を提供開始
- 2010年 - 古物商許可を取得（東京都公安委員会 第301051008599号）[4]
- 2010年8月1日 - Android向け「uniConnect for Android」を提供開始[11]
- 2011年2月22日 - 会社番号での発着信や保留・転送などの新機能を追加した「uniConnect II」を発表[12]
- 2011年6月1日 - 「uniConnect」に社員の位置と応答を確認する安否確認システムを追加[13]
- 2011年7月5日 - レノボ・ジャパンからハードウェア供給を受けシンクライアント端末と管理ツールを提供開始[14]
- 2011年8月29日 - Android版「uniConnect II」を提供開始[15]
- 2012年7月1日 - 紛失したスマートデバイスを初期化・回線停止する情報漏洩対策サービス「sactto!リモートワイプ」を提供開始[16]
- 2012年7月5日 - 中堅・中小企業向けの低価格シンクライアントソフトウェア「SDC Hybrid Connector」を提供開始[17]
- 2013年10月16日 - VoIPと3G対応した「uniConnect 3」を提供開始[18]
- 2013年 - ISO27001/ISMS認証取得（ISA IS 0064）[4]
- 2014年3月1日 - ユニアデックスがネットマークスを吸収合併[19]
- 2014年3月25日 - 「uniConnect」に用いられている「携帯端末への発信者情報表示技術」で特許を取得（特許第5486484号）[20]
- 2014年11月26日 - IBM CloudSoftLayerおよびVMwarevCloud Air向けのクラウド・マネージドサービスを提供開始[21]
- 2015年5月27日 - 情報漏洩を防止するクライアントPC「ThinBoot PLUS」を提供開始[22]
- 2015年7月15日 - Microsoft Surfaceをベースにしたシンクライアント専用端末「ThinBoot ZERO Type M」を提供開始[23]
- 2016年9月8日 - デル製PCをベースにしたシンクライアント専用端末「ThinBoot ZERO Type D」を提供開始[24]
- 2016年12月27日「IBMWatsonエコシステムプログラム」のパートナーに認定[25]
- 2017年 - 日本ユニシスが子会社ユニアデックスから株式を取得しエス・アンド・アイを直接子会社化[4]
- 2017年7月12日 - ソフトバンクが日本ユニシスの保有する株式の一部を取得[26]